# Pierre Laprade
Pour les articles homonymes, voir Laprade et Coffinhal.
 (décembre 2014).
Pierre Laprade, né le 25 juillet 1875 à Narbonne (Aude) et mort à Fontenay-aux-Roses le 23 décembre 1931, est un peintre et graveur français, chevalier de la légion d'honneur.

## Biographie
Né à Narbonne le 25 juillet 1875, François-Pierre Coffinhal-Laprade est issu d'un milieu bourgeois et cultivé, fils du procureur de la République Raymond Coffinhal-Laprade et de Suzanne Lucie Marie Moulenq, Pierre Laprade fréquente l'atelier d'Antoine Bourdelle dès 1896 et, bien que voué à la magistrature, le sculpteur l'encourage dans la voie artistique. Il entre à l'École des beaux-arts de Paris et n'y reste pas, préférant le travail solitaire. En 1900, Ambroise Vollard lui achète sa première œuvre. La même année, à l'Académie Eugène Carrière, Laprade rencontre Henri Matisse et les futurs Fauves auprès desquels il exposera en 1905 au Salon d'automne. Il participe au Salon des indépendants de 1901 et fait l'objet d'une exposition particulière chez Ambroise Vollard. Il travaille avec le céramiste André Metthey (1871-1920) et dessine des lithographies pour une édition de Manon Lescaut réalisée par Eugène Druet.
En 1906, il voyage en Italie et en Hollande, et expose collectivement chez Berthe Weill à Paris. Il expose à la Galerie Eugène Druet et participe au Salon de la Libre Esthétique à Bruxelles en 1907. En 1911, il exécute la première série des Pantins et épouse Christiane-Gabrielle-Charlotte de Gourcuff le 25 mars de cette année. En 1913, Pierre Laprade expose à l'Armory Show à New-York et à Chicago. Il dessine les costumes et décors pour l'opéra ballet Pygmalion au théâtre des arts de Jacques Rouché, ces décors sont peints et exécutés par le décorateur Georges Mouveau. Engagé durant la Première Guerre mondiale, il est décoré de la croix de guerre. Membre fondateur du Salon des Tuileries, il y expose jusqu'en 1930.
En 1923 et 1925, Laprade exécute une série d'eaux-fortes pour Vollard, qui serviront à illustrer Les Fêtes galantes de Paul Verlaine.
En 1925, il peint la série des Églises et des Cathédrales, il décore un service de table et, en 1926, il participe à l'exposition de la « Jeune peinture contemporaine » à la Galerie Bernheim-Jeune et à la Galerie Katia Granoff. Jusqu'en 1930, il illustre des œuvres littéraires comme Vers et Prose de Paul Valéry, Les fêtes galantes de Paul Verlaine ou Un amour de Swann de Marcel Proust.
Il vit entre sa maison située à Fontenay-aux-Roses et son atelier rue Oudinot.
Laissant un fils, Jean-Paul Coffinhal-Laprade, il décède le 23 décembre 1931, à 56 ans, sa tombe se trouve au cimetière de Fontenay-aux-Roses.

## Collections publiques
- En France

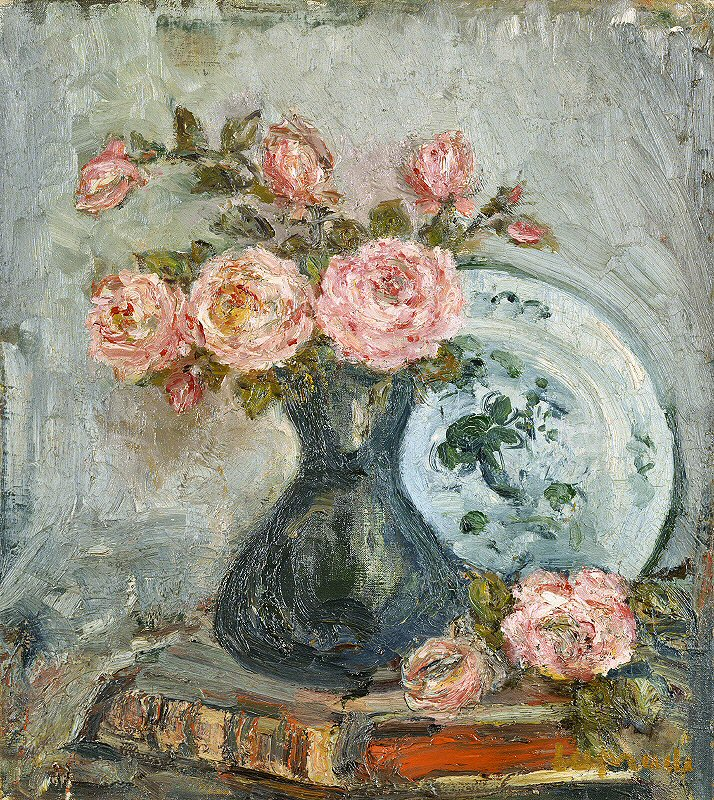
Nature morte aux fleurs, Tokyo, musée national de l'art occidental.

  - Musée des beaux-arts et d'archéologie de Besançon : Paysage, aquarelle[5] ;
  - Musée de Grenoble : Le Bouquet de violettes, avant 1920, huile sur toile[6].
  - Le Havre, musée d'art moderne André-Malraux :
    - Bouquet de fleurs des champs, huile sur toile[7] ;
    - Saint-Trojan, terrasse, huile sur toile[8].

  - Musée des beaux-arts de Lyon : Vue de Paris, vers 1920, huile sur toile[9].
  - Musée des beaux-arts de Nantes : Sirène de Tivoli, huile sur toile[10].
  - Musée d'art et d'histoire de Narbonne :
    - Fillette dans la roseraie, huile sur toile[11] ;
    - Le Singe au masque, huile sur toile[12].

  - Musée Hébert (La Tronche) ancienne collection René Patris d'Uckermann (1897-1992)[13] : 
    - Le Cloître (Toulouse ?), vers 1907-1908, huile sur toile ;

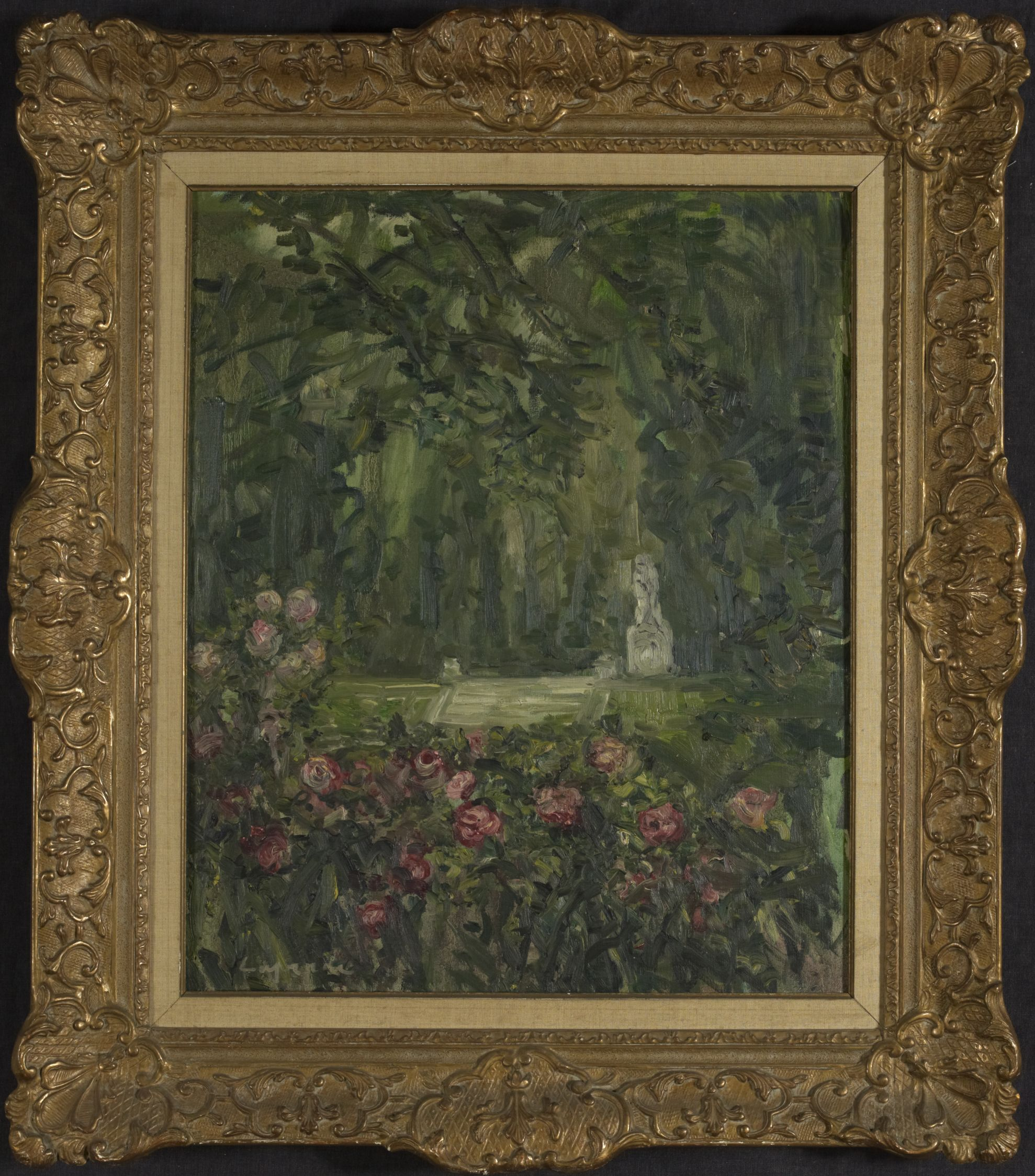
Pierre Laprade, Roses et statue dans un parc, Musée Hébert (La Tronche)

    - Pierre Laprade, Roses et statue dans un parc, Musée Hébert (La Tronche)Roses et statue dans un parc, vers 1907-1908 huile sur toile ;
    - Florence et San Miniato, huile sur toile ;
    - Pantins, masques et fleurs, vers 1912, huile sur toile ;
    - Fleurs des champs, dit aussi Bouquet de mélancolie, vers 1921, huile sur toile ;
    - Jardin de la Villa Lante, vers 1924, huile sur toile ;
    - Amiens vue du beffroi, vers 1924-1925, huile sur toile ;
    - Le Lavoir de Guinguamp, vers 1926-1927 huile sur toile ;
    - Scène sanglante, dit aussi Arlequin amoureux, vers 1927, huile sur toile.

  - Paris, musée du Louvre, département des Arts graphiques :
    - Couple assis dans un paysage, plume et aquarelle[14] ;
    - Couple dans des ruines, plume et aquarelle[15] ;
    - Couple dansant et croquis de têtes, plume et mine de plomb[16] ;
    - Danseuse, plume et mine de plomb[17] ;
    - Deux jeunes femmes dans un paysage, plume, encre de Chine[18].

  - Paris, musée national d'art moderne : Vue de Florence prise des Jardins Boboli, aquarelle[19].
  - Musée d'art moderne de Troyes : 
    - Fenêtre ouverte, huile sur toile[20] ;
    - Intérieur à la fenêtre ouverte, huile sur toile[21] ;
    - Le Modèle, huile sur carton[22] ;
    - Paysage, huile sur toile[23].

- Au Japon
  - Tokyo, musée national de l'art occidental, Nature morte aux fleurs, huile sur toile.

- En Italie
  - Avellino, Musée d'art - MdAO, Amour et Psyché (1925).